# Vikstenstorpet
Vikstenstorpet är ett författarmuseum 30 kilometer från Färila i Ljusdals kommun i Hälsingland. Det donerades efter Albert Vikstens död 1969 till Ljusdals kommun och ägs idag av en kommunal stiftelse.
Vikstenstorpet och Albert Vikstens skrivarstuga, en smedja som han flyttade till torpet från sin hemgård Kronbacka i Färila, ligger vid sjön Ängratörn. Torpet var en femtioårspresent till Albert Viksten 1939. Albert Viksten beskrev torpet och trakten i boken Mitt Paradis 1959. Torpet är från 1863, då det anlades av en norsk skogsarbetare i dalgången Skrälldalen. 
Mellan stranden och torpet finns en blomsteräng, som Albert Viksten flera gånger beskrivit i sina dagböcker, med omkring hundra olika arter. Stranden har tidigare kantats av grova aspar med knipholkar, men bävern har fällt de flesta av träden.
Vikstenstorpet hotades av skogsbranden i norra Hälsingland 2018. Det klarade sig, bland annat efter att ha vattenbombats från helikopter.

## Bildgalleri

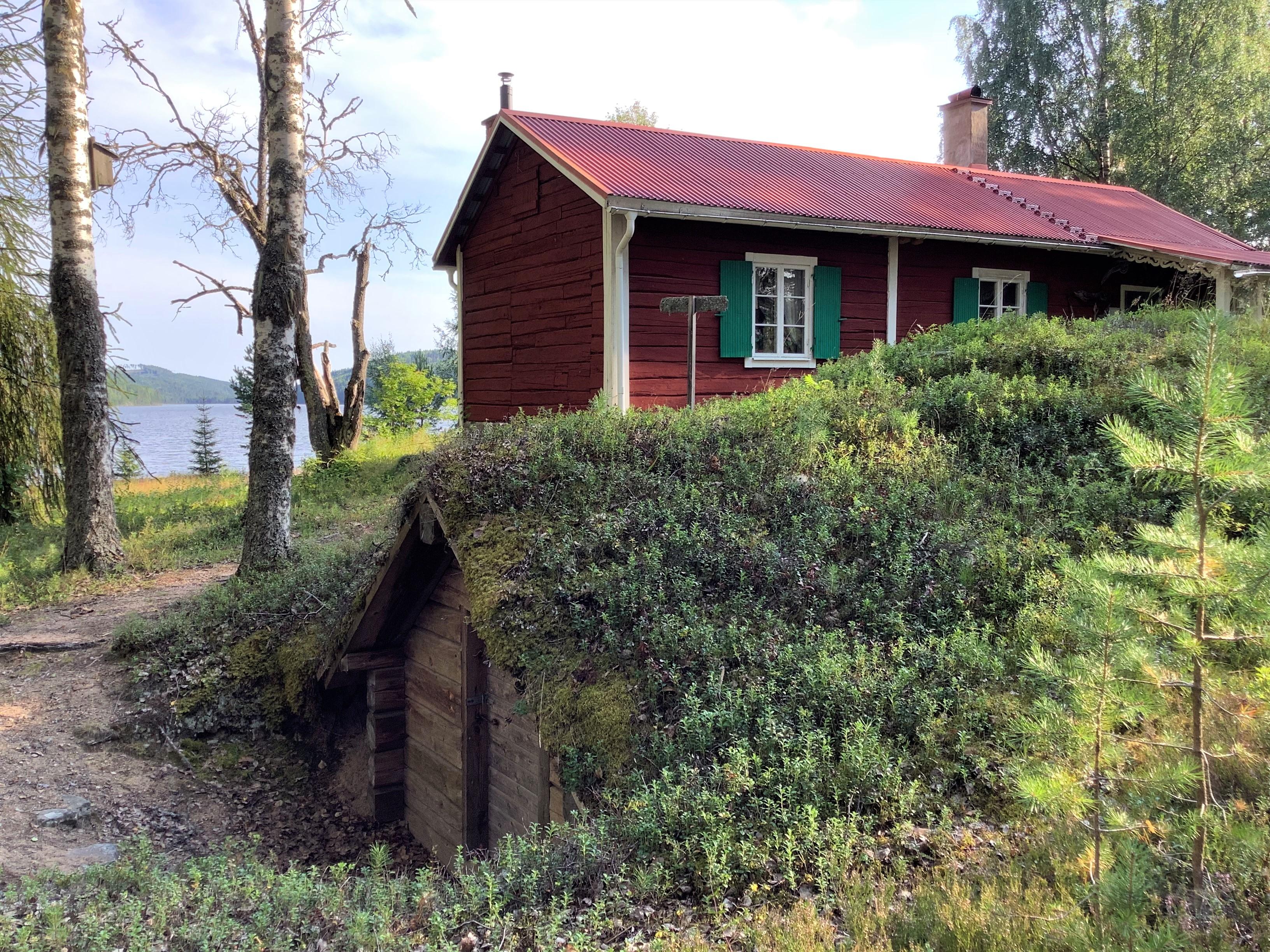
Torpet och jordkällaren
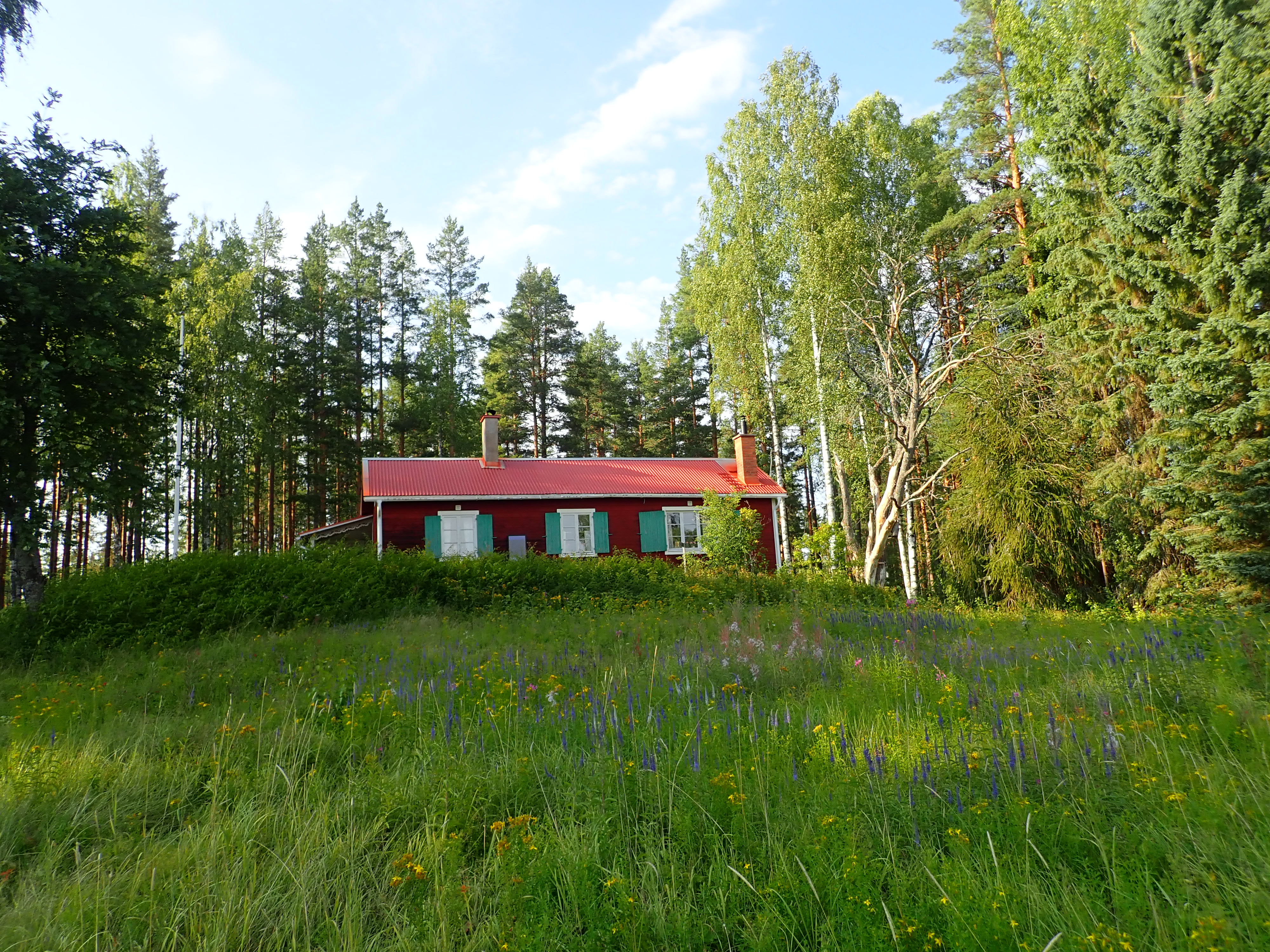
Blomsterängen mellan torpet och sjön
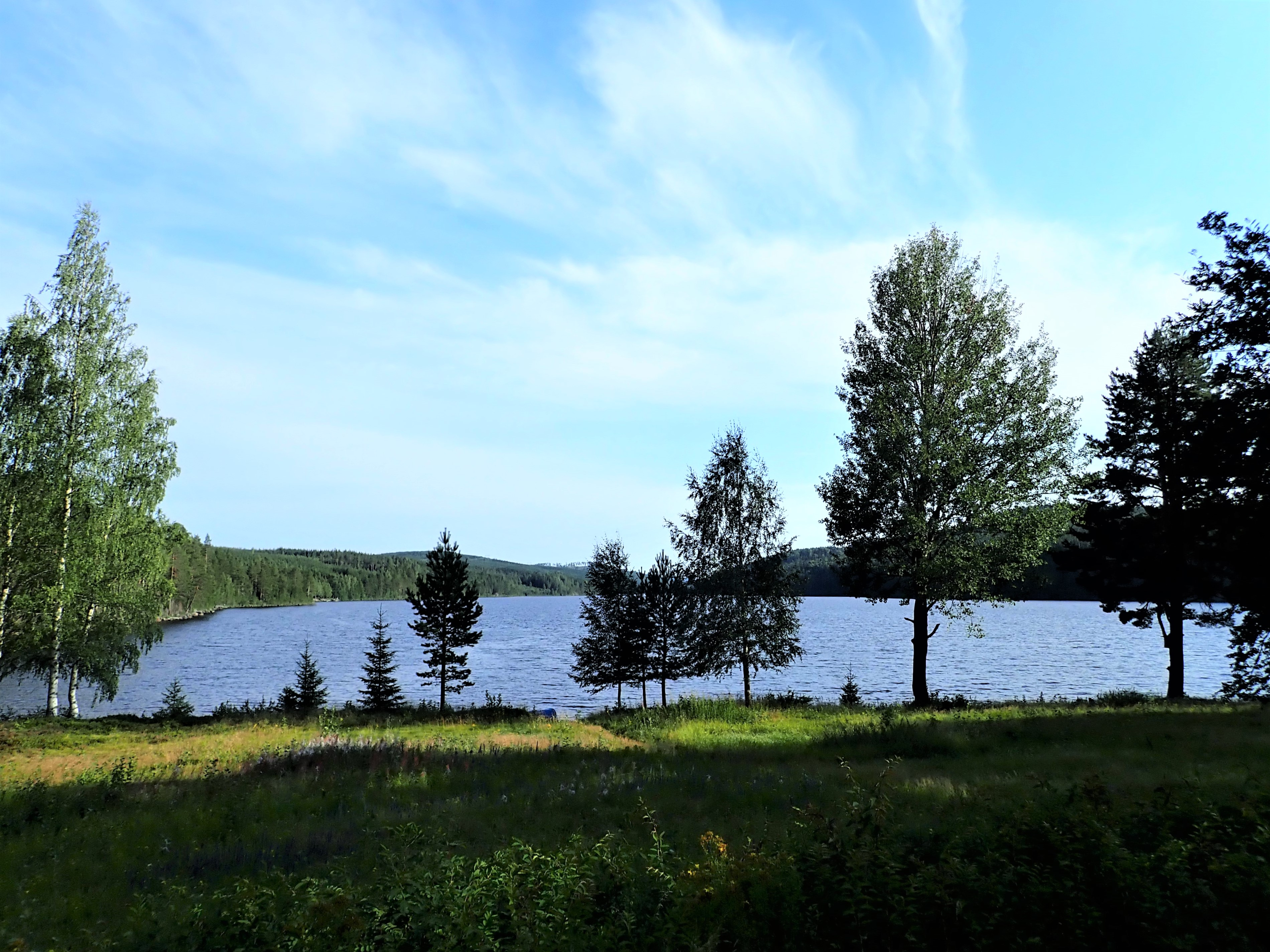
Utsikten från torpet
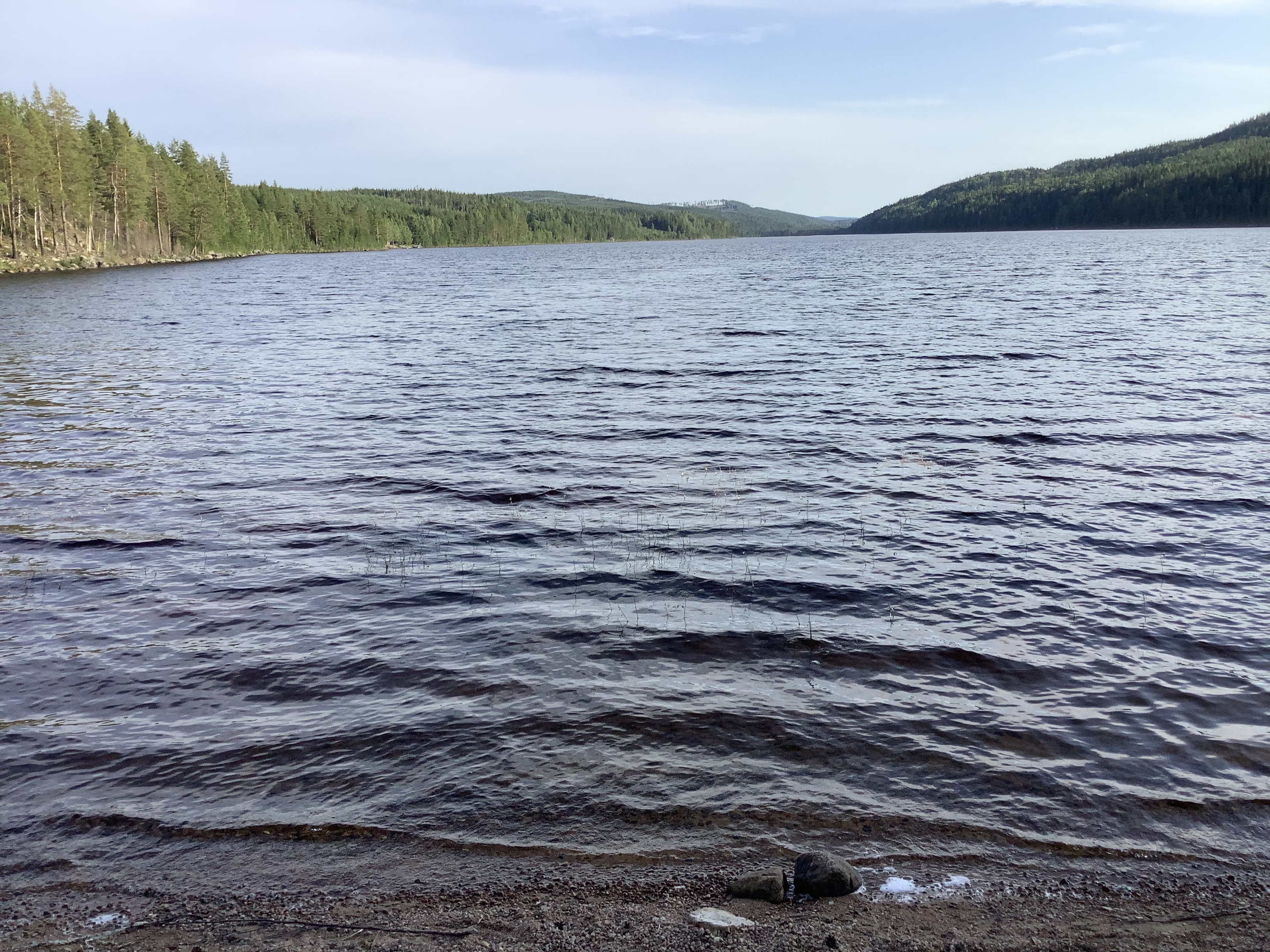
Stranden nedanför Vikstenstorpet
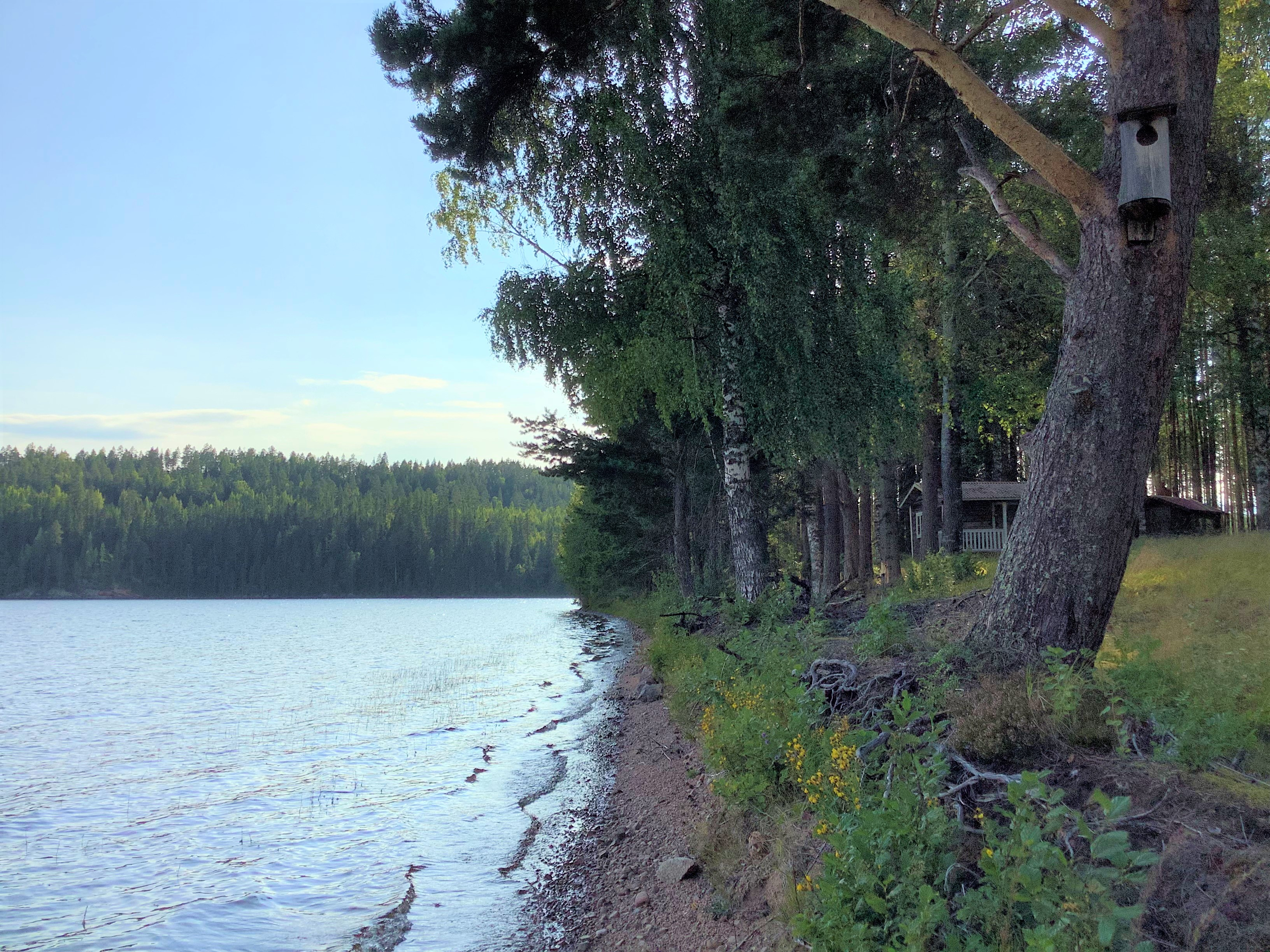
Mellan träden skymtar Albert Vikstens skrivarlya